# Перелік пам'яток культурної спадщини, що не підлягають приватизації (Київська область)
В Київській області (окремо від Києва) до переліку пам'яток культурної спадщини, що не підлягають приватизації, внесено 24 об'єктів культурної спадщини України.

## Білоцерківський район
| Найменування пам'ятки             | Час створення        | Місце розташування                         | Охоронний номер |
| --------------------------------- | -------------------- | ------------------------------------------ | --------------- |
| Будівля гімназії                  | 1843 рік             | м. Біла Церква, пл. Волі, 8                | 8-Кв            |
| Костел Іоанна Предтечі Хрестителя | 1812 рік             | м. Біла Церква, пл. Волі, 4                | 911/1           |
| Палац Зимовий                     | початок XIX сторіччя | м. Біла Церква, бульв. Олександрійський, 7 | 44              |
| Ряди торгові                      | 1809-1814 роки       | м. Біла Церква, Торгова площа              | 39              |

## Васильківський район
| Адміністративний будинок | 1817 рік | м. Васильків, вул. Соборна, 56 | 912 |

## Вишгородський район
| Будинок школи, у якій навчався О.І. Лошаков | 1960 рік | с. Абрамівка | 2046 |

## Києво-Святошинський район
| Будинок, у якому жив М.О. Островський | 1947 рік | м. Боярка, вул. М. Грушевського, 49 | 1230 |
| Будинок, у якому жив М.К. Пимоненко   | 1991 рік | с. Малютянка, вул. Лісна, 12        | 1273 |

## Переяслав-Хмельницький район
| Церква Трьох Святих з с. Пищики Сквирського району | 1651 рік       | м. Переяслав, Михайлова гора          | 52/1 |
| Церква Святого Архангела Михаїла:                  | 1646-1666 роки | м. Переяслав, вул. М. Сікорського, 34 | 50/1 |
| дзвіниця                                           | 1666 рік       | м. Переяслав, вул. М. Сікорського, 34 | 50/2 |
| Комплекс монастиря Вознесіння Господнього:         | XVIII сторіччя | м. Переяслав, вул. Г. Сковороди       | 49/0 |
| собор                                              | 1700 рік       | м. Переяслав, вул. Г. Сковороди, 54   | 49/1 |
| дзвіниця                                           | 1770-1776 роки | м. Переяслав, вул. Г. Сковороди, 54   | 49/2 |
| колегіум                                           | 1753-1757 роки | м. Переяслав, вул. Г. Сковороди, 52   | 49/3 |
| Будинок лікаря А.Й. Козачковського                 | 1820 рік       | м. Переяслав, вул. Т. Шевченка, 8     | 1235 |

## Сквирський район
| Будівля чоловічої гімназії | XIX сторіччя | м. Сквира, вул. Незалежності, 141 | 78-Кв |

## Ставищенський район
| Будівля лікарні        | 1890-1914 роки | смт Ставище, вул. С. Цимбала, 15/1 | 86-Кв |
| Будівля земської школи | XIX сторіччя   | с. Розкішна                        | 88-Кв |

## Таращанський район
| Ансамбль споруд присутствених місць | 1803-1817 роки | м. Тараща, вул. Т. Шевченка, 12    | 92-Кв |
| Костел                              | XIX сторіччя   | м. Тараща, вул. Т. Шевченка, 62/20 | 90-Кв |

## Фастівський район
| Будинок залізничного вокзалу               | 1965 рік | м. Фастів, територія залізниці | 2198 |
| Будинок школи, в якій навчався А.С. Грисюк | 1960 рік | с. Дорогинка                   | 2196 |

## Яготинський район
| Будинок школи, в якій навчалися І.В. Борщик і В.І. Кравченко | 1958 рік | с. Годунівка | 2177 |